# Conway Twitty
Harold Lloyd Jenkins (1 de setembro de 1933 – 5 de junho de 1993), mais conhecido pelo seu nome artístico Conway Twitty, foi um cantor e compositor americano. Inicialmente parte da cena rockabilly dos anos 1950, Twitty ficou mais conhecido como um artista de música country. Entre 1971 e 1976, ele recebeu uma série de prêmios da Country Music Association por seus duetos com Loretta Lynn. Ele foi incluído no Country Music Hall of Fame e no Rockabilly Hall of Fame.
Twitty era conhecido por suas letras românticas e sentimentais. Devido ao seu fã-clube fervoroso, que chegava a ser comparado a um reavivamento religioso, o comediante Jerry Clower apelidou Twitty de "O Sumo Sacerdote da Música Country", título que mais tarde batizou seu trigésimo terceiro álbum de estúdio. Ele alcançou o estrelato com sucessos como "Hello Darlin'", "You've Never Been This Far Before" e "Linda on My Mind". Liderou a parada Hot Country Songs da Billboard quarenta vezes em sua carreira, um recorde que permaneceu por duas décadas até ser superado por George Strait. Ele também chegou ao topo da Billboard Hot 100 com "It's Only Make Believe", uma música que ele mesmo compôs, além de onze outros hits número um na parada country.

## Premiações
Academy of Country Music
- Melhor dueto de vocal de 1971 com Loretta Lynn
- Melhor dueto de vocal de 1974 com Loretta Lynn
- Melhor dueto de vocal de 1975  com Loretta Lynn - "Feelin's"
- Melhor vocalista masculino de 1975
- Melhor dueto de vocal de 1975 com Loretta Lynn
- Melhor dueto de vocal de 1976 com Loretta Lynn

Country Music Association
- Dueto de vocal do ano de 1972 com Loretta Lynn
- Dueto de vocal do ano de 1973 com Loretta Lynn
- Dueto de vocal do ano de 1974 com Loretta Lynn
- Dueto de vocal do ano de 1975 com Loretta Lynn

Country Music Hall of Fame and Museum
- Adicionado em 1999

Delta Music Museum Hall of Fame
- Nomeação póstuma

Grammy Awards
- Grammy Award para melhor performance country por um dueto ou grupo com vocal de 1971 com Loretta Lynn - "After the Fire is Gone"
- Hall of Fame Award de 1991 - "Hello Darlin'"

Rockabilly Hall of Fame
- Nomeação póstuma

## Discografia

### Álbuns de estúdio
| Ano  | Álbum                                       | Posições nas paradas | Posições nas paradas | RIAA | Gravadora     |
| Ano  | Álbum                                       | Country dos EUA      | EUA                  | RIAA | Gravadora     |
| ---- | ------------------------------------------- | -------------------- | -------------------- | ---- | ------------- |
| 1958 | Conway Twitty Sings                         |                      |                      |      | MGM           |
| 1959 | Saturday Night                              |                      |                      |      | MGM           |
| 1960 | Lonely Blue Boy                             |                      |                      |      | MGM           |
| 1960 | A Rock and Roll Story                       |                      |                      |      | MGM           |
| 1961 | The Conway Twitty Touch                     |                      |                      |      | MGM           |
| 1962 | Portrait of a Fool                          |                      |                      |      | MGM           |
| 1964 | Hit the Road                                |                      |                      |      | MGM           |
| 1966 | Conway Twitty Sings                         | 25                   |                      |      | Decca         |
| 1966 | Look Into My Teardrops                      | 22                   |                      |      | Decca         |
| 1967 | Conway Twitty Country                       | 32                   |                      |      | Decca         |
| 1968 | Here's Conway Twitty & His Lonely Blue Boys | 12                   |                      |      | Decca         |
| 1968 | Next in Line                                | 9                    |                      |      | Decca         |
| 1969 | Darling, You Know I Wouldn't Lie            | 6                    |                      |      | Decca         |
| 1969 | I Love You More Today                       | 7                    | 161                  |      | Decca         |
| 1969 | You Can't Take Country Out of Conway        |                      |                      |      | MGM           |
| 1970 | To See My Angel Cry                         | 8                    |                      |      | Decca         |
| 1970 | Hello Darlin'                               | 1                    | 65                   | Ouro | Decca         |
| 1970 | Conway Twitty                               |                      |                      |      | MGM           |
| 1970 | Fifteen Years Ago                           | 4                    | 140                  |      | Decca         |
| 1971 | How Much More Can She Stand                 | 5                    | 91                   |      | Decca         |
| 1971 | I Wonder What She'll Think About Me Leaving | 5                    | 142                  |      | Decca         |
| 1972 | Conway Twitty Sings the Blues               |                      |                      |      | MGM           |
| 1972 | I Can't See Me Without You                  | 10                   | 130                  |      | Decca         |
| 1972 | I Can't Stop Loving You                     | 3                    |                      |      | Decca         |
| 1973 | She Needs Someone to Hold Her               | 3                    |                      |      | MCA           |
| 1973 | You've Never Been This Far Before           | 1                    | 134                  | Ouro | MCA           |
| 1973 | Clinging to a Saving Hand                   | 13                   |                      |      | MCA           |
| 1973 | Who Will Pray for Me                        |                      |                      |      | MCA           |
| 1974 | Honky Tonk Angel                            | 1                    |                      |      | MCA           |
| 1974 | I'm Not Through Loving You Yet              | 4                    |                      |      | MCA           |
| 1975 | Linda on My Mind                            | 1                    |                      |      | MCA           |
| 1975 | High Priest of Country Music                | 3                    |                      |      | MCA           |
| 1975 | Twitty                                      | 3                    |                      |      | MCA           |
| 1976 | Now and Then                                | 4                    |                      |      | MCA           |
| 1977 | Play, Guitar Play                           | 3                    |                      |      | MCA           |
| 1977 | I've Already Loved You in My Mind           | 4                    |                      |      | MCA           |
| 1978 | Georgia Keeps Pulling on My Ring            | 13                   |                      |      | MCA           |
| 1978 | Conway                                      | 13                   |                      |      | MCA           |
| 1979 | Country Rock                                |                      |                      |      | MCA           |
| 1979 | Cross Winds                                 | 11                   |                      |      | MCA           |
| 1980 | Heart & Soul                                | 10                   |                      |      | MCA           |
| 1980 | Rest Your Love on Me                        | 12                   |                      |      | MCA           |
| 1981 | Mr. T                                       | 5                    |                      |      | MCA           |
| 1982 | Southern Comfort                            | 5                    | 144                  |      | Elektra       |
| 1982 | Dream Maker                                 | 15                   |                      |      | Elektra       |
| 1983 | Lost in the Feeling                         | 27                   |                      |      | Warner        |
| 1983 | Merry Twismas                               | 37                   |                      |      | Warner        |
| 1984 | By Heart                                    | 18                   |                      |      | Warner        |
| 1985 | Don't Call Him a Cowboy                     | 7                    |                      |      | Warner        |
| 1985 | Chasin' Rainbows                            | 29                   |                      |      | Warner        |
| 1986 | A Night with Conway Twitty                  |                      |                      |      | MCA           |
| 1986 | Fallin' for You for Years                   | 37                   |                      |      | Warner        |
| 1987 | Borderline                                  | 25                   |                      |      | Warner        |
| 1988 | Still in Your Dreams                        | 28                   |                      |      | MCA           |
| 1989 | House on Old Lonesome Road                  | 39                   |                      |      | MCA           |
| 1990 | Crazy in Love                               | 35                   |                      |      | MCA           |
| 1991 | Even Now                                    |                      |                      |      | MCA           |
| 1993 | Final Touches                               | 29                   | 135                  |      | MCA           |
| 1995 | Sings Songs of Love                         |                      |                      |      | MCA           |
| 2007 | A Twismas Story                             |                      |                      |      | Conway Twitty |

### Álbuns com Loretta Lynn
| Ano  | Álbum                            | Posições nas paradas | Posições nas paradas | RIAA | Gravadora |
| Ano  | Álbum                            | Country dos EUA      | EUA                  | RIAA | Gravadora |
| ---- | -------------------------------- | -------------------- | -------------------- | ---- | --------- |
| 1971 | We Only Make Believe             | 3                    | 78                   | Ouro | Decca     |
| 1971 | Lead Me On                       | 2                    | 106                  | Ouro | Decca     |
| 1973 | Louisiana Woman, Mississippi Man | 1                    | 153                  |      | MCA       |
| 1974 | Country Partners                 | 1                    |                      |      | MCA       |
| 1975 | Feelins'                         | 1                    |                      |      | MCA       |
| 1976 | United Talent                    | 1                    |                      |      | MCA       |
| 1977 | Dynamic Duo                      | 3                    |                      |      | MCA       |
| 1978 | Honky Tonk Heroes                | 8                    |                      |      | MCA       |
| 1980 | Diamond Duet                     | 22                   |                      |      | MCA       |
| 1981 | Two's a Party                    | 28                   |                      |      | MCA       |
| 1984 | Conway Twitty & Loretta Lynn     |                      |                      |      | MCA       |
| 1988 | Making Believe                   | 62                   |                      |      | MCA       |
| 1992 | Country Gospel Greats            |                      |                      |      | MCA       |

### Coletâneas
| Ano  | Álbum                                                  | Country dos EUA | RIAA    | Gravadora     |
| ---- | ------------------------------------------------------ | --------------- | ------- | ------------- |
| 1960 | Greatest Hits                                          |                 |         | MGM           |
| 1971 | Hits                                                   |                 |         | MGM           |
| 1972 | Conway Twitty's Greatest Hits Vol. I                   | 11              | Ouro    | Decca         |
| 1976 | Conway Twitty's Greatest Hits Vol. II                  | 1               | Ouro    | MCA           |
| 1978 | The Very Best of Conway Twitty                         | 13              | Platina | MCA           |
| 1979 | The Very Best of Loretta and Conway (com Loretta Lynn) | 19              | Ouro    | MCA           |
| 1982 | Number Ones                                            | 20              | Ouro    | MCA           |
| 1983 | Conway's #1 Classics, Vol. 1                           | 21              |         | Elektra       |
| 1983 | Conway's #1 Classics, Vol. 2                           | 35              |         | Elektra       |
| 1983 | Classic Conway                                         | 57              |         | Warner        |
| 1984 | Conway's Latest Greatest Hits-Volume I                 | 25              |         | Warner        |
| 1990 | Greatest Hits Volume III                               | 54              |         | MCA           |
| 1995 | Super Hits                                             | 71              |         | MCA           |
| 2001 | 20th Century Masters: The Millennium Collection        | 65              |         | MCA           |
| 2004 | The Legend                                             | 73              |         | Disco Platina |
| 2004 | 25 Number Ones                                         | 29              |         | MCA           |

### Singles
| Ano  | Single                                                | Máxima posição atingida | Máxima posição atingida | Máxima posição atingida | Máxima posição atingida | Álbum                                       |
| Ano  | Single                                                | Country dos EUA         | EUA                     | CAN Country             | CAN                     | Álbum                                       |
| ---- | ----------------------------------------------------- | ----------------------- | ----------------------- | ----------------------- | ----------------------- | ------------------------------------------- |
| 1957 | "I Need Your Lovin'"                                  | —                       | 93                      | —                       | —                       | Single only                                 |
| 1958 | "It's Only Make Believe"                              | —                       | 1                       | —                       | —                       | Sings                                       |
| 1959 | "Story of My Love"                                    | —                       | 28                      | —                       | —                       | Sings                                       |
| 1959 | "Hey Little Lucy (Don'tcha Put No Lipstick On)"       | —                       | 87                      | —                       | —                       | Saturday Night                              |
| 1959 | "Mona Lisa"                                           | —                       | 29                      | —                       | —                       | Sings                                       |
| 1959 | "Danny Boy"                                           | —                       | 10                      | —                       | —                       | Saturday Night                              |
| 1959 | "Lonely Blue Boy"                                     | —                       | 6                       | —                       | —                       | Lonely Blue Boy                             |
| 1960 | "What Am I Living For"                                | —                       | 26                      | —                       | —                       | Greatest Hits                               |
| 1960 | "She's Mine"                                          | —                       | 98                      | —                       | —                       | Saturday Night                              |
| 1960 | "C'est Si Bon"                                        | —                       | 22                      | —                       | —                       | Single only                                 |
| 1961 | "Next Kiss (Is the Last Goodbye)"                     | —                       | 72                      | —                       | —                       | Portrait of a Fool                          |
| 1961 | "Portrait of a Fool"                                  | —                       | 98                      | —                       | —                       | Portrait of a Fool                          |
| 1966 | "Guess My Eyes Were Bigger Than My Heart"             | 18                      | —                       | —                       | —                       | Conway Twitty Sings                         |
| 1966 | "Look Into My Teardrops"                              | 36                      | —                       | —                       | —                       | Look Into My Teardrops                      |
| 1967 | "I Don't Want to Be With Me"                          | 21                      | —                       | —                       | —                       | Look Into My Teardrops                      |
| 1967 | "Funny (But I'm Not Laughing)"                        | 61                      | —                       | —                       | —                       | Country                                     |
| 1968 | "The Image of Me"                                     | 5                       | —                       | 2                       | —                       | Here's Conway Twitty                        |
| 1968 | "Next In Line"                                        | 1                       | —                       | 2                       | —                       | Next In Line                                |
| 1968 | "Darling You Know I Wouldn't Lie"                     | 2                       | —                       | 2                       | —                       | Darling You Know I Wouldn't Lie             |
| 1969 | "I Love You More Today"                               | 1                       | —                       | 2                       | —                       | I Love You More Today                       |
| 1969 | "To See My Angel Cry"                                 | 1                       | —                       | 1                       | —                       | To See My Angel Cry                         |
| 1969 | "That's When She Started to Stop Loving You"          | 3                       | —                       | 4                       | —                       | To See My Angel Cry                         |
| 1970 | "Hello Darlin'"                                       | 1                       | 60                      | 2                       | —                       | Hello Darlin'                               |
| 1970 | "Fifteen Years Ago"                                   | 1                       | 81                      | 1                       | —                       | Fifteen Years Ago                           |
| 1970 | "What Am I Living For" (re-release)                   | 59                      | —                       | —                       | —                       | Hits                                        |
| 1971 | "How Much More Can She Stand"                         | 1                       | —                       | 1                       | —                       | How Much More Can She Stand                 |
| 1971 | "What a Dream" (re-release)                           | 50                      | —                       | 26                      | —                       | Hits                                        |
| 1971 | "I Wonder What She'll Think About Me Leaving"         | 4                       | —                       | 3                       | —                       | I Wonder What She'll Think About Me Leaving |
| 1971 | "I Can't See Me Without You"                          | 4                       | —                       | 1                       | —                       | I Can't See Me Without You                  |
| 1972 | "(Lost Her Love) On Our Last Date"                    | 1                       | —                       | 1                       | —                       | I Can't Stop Loving You                     |
| 1972 | "I Can't Stop Loving You"                             | 1                       | —                       | 1                       | —                       | I Can't Stop Loving You                     |
| 1972 | "She Needs Someone to Hold Her (When She Cries)"      | 1                       | —                       | 8                       | —                       | She Needs Someone to Hold Her               |
| 1973 | "Baby's Gone"                                         | 2                       | —                       | 2                       | —                       | You've Never Been This Far Before           |
| 1973 | "You've Never Been This Far Before"                   | 1                       | 22                      | 1                       | 30                      | You've Never Been This Far Before           |
| 1974 | "There's a Honky Tonk Angel (Who'll Take Me Back In)" | 1                       | —                       | 1                       | —                       | Honky Tonk Angel                            |
| 1974 | "I'm Not Through Loving You Yet"                      | 3                       | —                       | 1                       | —                       | I'm Not Through Loving You Yet              |
| 1974 | "I See the Want to In Your Eyes"                      | 1                       | —                       | 1                       | —                       | I'm Not Through Loving You Yet              |
| 1975 | "Linda on My Mind"                                    | 1                       | 61                      | 1                       | 51                      | Linda on My Mind                            |
| 1975 | "Touch the Hand"                                      | 1                       | —                       | 8                       | —                       | The High Priest of Country Music            |
| 1975 | "This Time I've Hurt Her More Than She Loves Me"      | 1                       | —                       | 1                       | —                       | This Time I've Hurt Her More                |
| 1975 | "Don't Cry Joni" (com Joni Lee)                       | 4                       | 63                      | 2                       | 94                      | The High Priest of Country Music            |
| 1976 | "After All The Good Is Gone"                          | 1                       | —                       | 1                       | —                       | Now and Then                                |
| 1976 | "Games That Daddies Play"                             | 1                       | —                       | 1                       | —                       | Greatest Hits 2                             |
| 1976 | "(I Can't Believe) She Gives It All to Me"            | 1                       | —                       | 1                       | —                       | Play Guitar Play                            |
| 1977 | "Play Guitar Play"                                    | 1                       | —                       | 1                       | —                       | Play Guitar Play                            |
| 1977 | "I've Already Loved You In My Mind"                   | 1                       | —                       | 4                       | —                       | I've Already Loved You In My Mind           |
| 1977 | "Georgia Keeps Pulling on My Ring"                    | 3                       | —                       | 1                       | —                       | Georgia Keeps Pulling on My Ring            |
| 1978 | "Grandest Lady of Them All"                           | 16                      | —                       | 12                      | —                       | Georgia Keeps Pulling on My Ring            |
| 1978 | "Boogie Grass Band"                                   | 2                       | —                       | 1                       | —                       | Conway                                      |
| 1978 | "Your Love Had Taken Me That High"                    | 3                       | —                       | 1                       | —                       | Conway                                      |
| 1979 | "Don't Take It Away"                                  | 1                       | —                       | 1                       | —                       | Cross Winds                                 |
| 1979 | "I May Never Get to Heaven"                           | 1                       | —                       | 1                       | —                       | Cross Winds                                 |
| 1979 | "Happy Birthday Darlin'"                              | 1                       | —                       | 13                      | —                       | Cross Winds                                 |
| 1980 | "I'd Love to Lay You Down"                            | 1                       | —                       | 1                       | —                       | Heart and Soul                              |
| 1980 | "I've Never Seen the Likes of You"                    | 6                       | —                       | 7                       | —                       | Heart and Soul                              |
| 1980 | "A Bridge That Just Won't Burn"                       | 3                       | —                       | 6                       | —                       | Rest Your Love on Me                        |
| 1981 | "Rest Your Love on Me"/                               | 1                       | —                       | 9                       | —                       | Rest Your Love on Me                        |
| 1981 | "I Am the Dreamer (You Are the Dream)"                | flip                    | —                       | —                       | —                       | Rest Your Love on Me                        |
| 1981 | "Tight Fittin' Jeans"                                 | 1                       | —                       | 8                       | —                       | Mr. T                                       |
| 1981 | "Red Neckin' Love Makin' Night"                       | 1                       | —                       | 3                       | —                       | Mr. T                                       |
| 1981 | "The Clown"                                           | 1                       | —                       | 7                       | —                       | Southern Comfort                            |
| 1982 | "Slow Hand"                                           | 1                       | —                       | 6                       | —                       | Southern Comfort                            |
| 1982 | "Over Thirty (Not Over the Hill)"                     | 69                      | —                       | —                       | —                       | Mr. T                                       |
| 1982 | "We Did But Now You Don't"                            | 2                       | —                       | 2                       | —                       | Dream Maker                                 |
| 1983 | "The Rose"                                            | 1                       | —                       | 1                       | —                       | Dream Maker                                 |
| 1983 | "Lost in the Feeling"                                 | 2                       | —                       | 1                       | —                       | Lost in the Feeling                         |
| 1983 | "Heartache Tonight"                                   | 6                       | —                       | 3                       | —                       | Lost in the Feeling                         |
| 1983 | "We Had It All"                                       | 44                      | —                       | —                       | —                       | Mr. T                                       |
| 1983 | "Three Times a Lady"                                  | 7                       | —                       | 4                       | —                       | Lost in the Feeling                         |
| 1984 | "Somebody's Needin' Somebody"                         | 1                       | —                       | 3                       | —                       | By Heart                                    |
| 1984 | "I Don't Know a Thing About Love (The Moon Song)"     | 1                       | —                       | 1                       | —                       | By Heart                                    |
| 1984 | "Ain't She Somethin' Else"                            | 1                       | —                       | 1                       | —                       | Latest Greatest Hits                        |
| 1985 | "Don't Call Him a Cowboy"                             | 1                       | —                       | 1                       | —                       | Don't Call Him a Cowboy                     |
| 1985 | "Between Blue Eyes and Jeans"                         | 3                       | —                       | 7                       | —                       | Don't Call Him a Cowboy                     |
| 1985 | "Legend and the Man"                                  | 19                      | —                       | 21                      | —                       | Chasin' Rainbows                            |
| 1985 | "You'll Never Know How Much I Needed You Today"       | 26                      | —                       | 35                      | —                       | Chasin' Rainbows                            |
| 1986 | "Desperado Love"                                      | 1                       | —                       | 1                       | —                       | Fallin' for You for Years                   |
| 1986 | "Fallin' for You for Years"                           | 2                       | —                       | 2                       | —                       | Fallin' for You for Years                   |
| 1987 | "Julia"                                               | 2                       | —                       | 3                       | —                       | Borderline                                  |
| 1987 | "I Want to Know You Before We Make Love"              | 2                       | —                       | 2                       | —                       | Borderline                                  |
| 1987 | "That's My Job"                                       | 6                       | —                       | 4                       | —                       | Borderline                                  |
| 1988 | "Goodbye Time"                                        | 7                       | —                       | 11                      | —                       | Still in Your Dreams                        |
| 1988 | "Saturday Night Special"                              | 9                       | —                       | *                       | —                       | Still in Your Dreams                        |
| 1988 | "I Wish I Was Still in Your Dreams"                   | 4                       | —                       | *                       | —                       | Still in Your Dreams                        |
| 1989 | "She's Got a Single Thing in Mind"                    | 2                       | —                       | 4                       | —                       | House on Old Lonesome Road                  |
| 1989 | "House on Old Lonesome Road"                          | 19                      | —                       | 28                      | —                       | House on Old Lonesome Road                  |
| 1989 | "Who's Gonna Know"                                    | 51                      | —                       | —                       | —                       | House on Old Lonesome Road                  |
| 1990 | "Fit to Be Tied Down"                                 | 30                      | —                       | —                       | —                       | Greatest Hits 3                             |
| 1990 | "Crazy in Love"                                       | 2                       | —                       | 4                       | —                       | Crazy in Love                               |
| 1990 | "I Couldn't See You Leavin'"                          | 3                       | —                       | 3                       | —                       | Crazy in Love                               |
| 1991 | "One Bridge I Didn't Burn"                            | 57                      | —                       | —                       | —                       | Crazy in Love                               |
| 1991 | "She's Got a Man on Her Mind"                         | 22                      | —                       | 43                      | —                       | Even Now                                    |
| 1991 | "Who Did They Think We Was"                           | 56                      | —                       | 93                      | —                       | Even Now                                    |
| 1993 | "I'm the Only Thing (I'll Hold Against You)"          | 62                      | —                       | 55                      | —                       | Final Touches                               |
| 1993 | "Don't It Make You Lonely"                            | —                       | —                       | —                       | —                       | Final Touches                               |
| 1994 | "Rainy Night in Georgia" (com Sam Moore)              | —                       | —                       | —                       | —                       | Final Touches                               |

### Singles com Loretta Lynn
| 1971                                          | "After the Fire Is Gone"              | 1    | 56 | 4 | We Only Make Believe             |
| 1971                                          | "Lead Me On"                          | 1    | —  | 1 | Lead Me On                       |
| 1973                                          | "Louisiana Woman, Mississippi Man"    | 1    | —  | 1 | Louisiana Woman, Mississippi Man |
| 1974                                          | "As Soon as I Hang up the Phone"      | 1    | —  | 1 | Country Partners                 |
| 1975                                          | "Feelin's"                            | 1    | —  | 2 | Feelin's                         |
| 1976                                          | "The Letter"                          | 3    | —  | 1 | United Talent                    |
| 1977                                          | "I Can't Love You Enough"             | 2    | —  | 1 | Dynamic Duo                      |
| 1978                                          | "From Seven Till Ten"                 | 6    | —  | 2 | Honky Tonk Heroes                |
| 1978                                          | "You're the Reason Our Kids Are Ugly" | flip | —  | — | Honky Tonk Heroes                |
| 1979                                          | "You Know Just What I'd Do"           | 9    | —  | 5 | Diamond Duet                     |
| 1979                                          | "The Sadness of It All"               | flip | —  | — | Diamond Duet                     |
| 1980                                          | "It's True Love"                      | 5    | —  | 2 | Diamond Duet                     |
| 1981                                          | "Lovin' What Your Love Does to Me"    | 7    | —  | 5 | Two's a Party                    |
| 1981                                          | "I Still Believe in Waltzes"          | 2    | —  | 3 | Two's a Party                    |
| 1988                                          | "Makin' Believe"                      | —    | —  | — | Makin' Believe                   |
| "—" indica que o single não figurou na parada |                                       |      |    |   |                                  |

### Participações especiais
| Ano  | Nome                                   | Artista         | Posições nas paradas | Posições nas paradas | Álbum                 |
| Ano  | Nome                                   | Artista         | Country dos EUA      | Country do Canadá    | Álbum                 |
| ---- | -------------------------------------- | --------------- | -------------------- | -------------------- | --------------------- |
| 1988 | "It's Only Make Believe" (re-gravação) | Ronnie McDowell | 8                    | 5                    | I'm Still Missing You |
| 2004 | "(I Wanna Hear) A Cheatin' Song"       | Anita Cochran   | 57                   | —                    | God Created Woman     |